# رسائل (أبل)
رسائل (بالإنجليزية: Messages)‏ المعروفة سابقًا باسم تكست (بالإنجليزية: Text)‏ هو تطبيق برمجي للمراسلة النصية تم تطويره بواسطة أبل لأنظمة التشغيل ماك أو إس وآي أو إس وآي باد أو إس وووتش أو إس وفيجن أو إس.
تدعم جميع إصدارات الرسائل خدمة آي مسج الخاصة بشركة أبل، بينما تدعم النسخة المحمولة من الرسائل على نظام التشغيل آي أو إس  –  المستخدمة على آيفون والنماذج التي تدعم الاتصال الخلوي من آي باد  –  أيضًا خدمة الرسالة القصيرة (إس إم إس) وخدمة رسائل الوسائط المتعددة (إم إم إس) وآر سي إس [الإنجليزية] في نظام التشغيل آي أو إس 18.[1] يمكن للمستخدمين معرفة الفرق بين الرسالة المرسلة عبر الرسائل القصيرة والرسالة المرسلة عبر آي مسج حيث ستظهر الفقاعات إما باللون الأخضر (خدمة الرسالة القصيرة/خدمة رسائل الوسائط المتعددة/آر سي إس) أو باللون الأزرق (آي مسج).
تم إصداره لأول مرة في عام 2007، وكان الإصدار المحمول يُعرف باسم تكست قبل آيفون أو إس 3، بينما حل تطبيق رسائل للحاسوب مكتبي محل آي تشات باعتباره عميل المراسلة الفورية الأصلي لنظام التشغيل أو إس إكس مع إصدار
أو إس إكس ماونتين ليون في عام 2012، مما جلب دعمًا إضافيًا لتكامل آي مسج وفيس تايم.

## خدمات المراسلة والبروتوكولات المدعومة
تدعم الرسائل بروتوكولات آي مسج وخدمة الرسالة القصيرة وخدمة رسائل الوسائط المتعددة، واعتبارًا من آي أو إس 18، يتم أيضًا دعم خدمات الاتصالات الغنية [الإنجليزية]. تظهر الرسائل المرسلة عبر خدمة الرسالة القصيرة أو خدمة رسائل الوسائط المتعددة أو خدمات الاتصالات الغنية في فقاعات خضراء، بينما تظهر الرسائل المرسلة عبر آي مسج في فقاعات زرقاء.

## إصدارات آي أو إس و آي باد أو إس
ظهر تطبيق تكست لأول مرة على نظام التشغيل آيفون أو إس 1 كتطبيق مدمج.
مع نظام التشغيل آيفون أو إس 3.0 في 17 يونيو 2009، تمت إعادة تسمية تطبيق تكست إلى رسائل، بسبب إضافة دعم بروتوكول خدمة رسائل الوسائط المتعددة، بالإضافة إلى بروتوكول خدمة الرسالة القصيرة المتاح سابقًا. لم يتلق آيفون الأصلي دعمًا لخدمة رسائل الوسائط المتعددة، مشيرًا إلى قيود الأجهزة. حصل رسائل أيضًا على دعم لمشاركة جهات الاتصال باستخدام معيار ڤي كارد. تضمنت التغييرات الأخرى دعم النسخ واللصق، والقدرة على إعادة توجيه أو حذف رسائل متعددة في وقت واحد.
تلقت الرسائل ترقيات طفيفة مع نظام التشغيل آي أو إس 4. ومن بين الميزات الجديدة القدرة على البحث داخل الرسائل النصية، تمامًا مثل ميزة البحث في البريد. كما أضافت أيضًا دعمًا لعرض عدد الأحرف لإعلامك عندما يتجاوز أحد الأشخاص حد أحرف الرسائل القصيرة القياسي. كما تضمن نظام التشغيل آي أو إس 4.0 دعمًا لظهور علامة تعجب حمراء على أيقونة التطبيق للتحذير من فشل إرسال رسالة. تم تزويد المطورين بواجهة برمجة تطبيقات جديدة سمحت لهم بإضافة وظيفة المراسلة المضمنة إلى تطبيقاتهم.
تمت إضافة دعم آي مسج مع نظام التشغيل آي أو إس 5 في 12 أكتوبر 2011. يدعم آيفون الرسائل القصيرة ورسائل الوسائط المتعددة وآي مسج، بينما يدعم آي باد وآي بود تاتش آي مسج فقط. باستخدام آي مسج، يمكن للمستخدمين إرسال رسائل نصية وصور وجهات اتصال عبر واي فاي أو 3جي إلى أجهزة آي أو إس 5 الأخرى دون استخدام حصة الناقل الخاصة بهم. بالإضافة إلى ذلك، يمكن للمستخدم بدء المحادثة على جهاز واحد والاستمرار على جهاز آخر. قدمت الرسائل أيضًا إشارة الكتابة وإيصالات التسليم والقراءة. مع تقديم مركز الإشعارات، يمكن الآن رؤية إشعارات الرسائل القصيرة ورسائل الوسائط المتعددة الجديدة على شاشة القفل أو عن طريق سحب مركز الإشعارات لأسفل، بالإضافة إلى إشعارات آي مسج.يعمل نظام التشغيل آي أو إس 6 على تحسين المزامنة بين أجهزة متعددة. يمكن لمستخدمي آي بود تاتش وآي باد الآن استخدام أرقام هواتف آيفون الخاصة بهم لإرسال أو استقبال آي مسج. في وقت سابق، لم يكن بإمكان مستخدمي آيفون تلقي آي مسج المرسلة إلى رقم هاتفهم على آي باد أو آي بود تاتش. يمكن للمستخدمين الآن إضافة رسائل بريد إلكتروني إضافية لتلقي الرسائل وإرسالها على أي جهاز. أضاف نظام التشغيل آي أو إس 6 أيضًا زر مشاركة على تطبيقات مثل سفاري والصور، مما مكّن المستخدمين من مشاركة الروابط والصور باستخدام خدمة الرسالة القصيرة/خدمة رسائل الوسائط المتعددة أو آي مسج دون مغادرة التطبيق.
حصلت الرسائل على واجهة مستخدم جديدة في نظام التشغيل آي أو إس 7. وأضافت أبل أيضًا القدرة على رؤية تاريخ نشر الرسالة عن طريق التمرير من اليمين إلى اليسار.
في نظام التشغيل آي أو إس 8، يمكن للمستخدمين إرسال رسائل صوتية ومرئية بالضغط باستمرار على زر التسجيل. وفي المحادثات الجماعية، يمكن للمستخدمين إزالة/إضافة شخص إلى سلسلة محادثات، وتسمية سلسلة محادثات، ومشاركة موقعهم في سلسلة محادثات، وعرض جميع المرفقات، وتشغيل عدم الإزعاج لعدم تلقي إشعارات من سلسلة محادثات معينة. وكجزء من ميزة الاستمرارية الجديدة، يمكن للمستخدمين الآن استخدام هواتف آيفون الخاصة بهم كمرحلة لإرسال واستقبال رسائل خدمة الرسالة القصيرة وخدمة رسائل الوسائط المتعددة على أجهزة ماك وآي باد.
في نظام التشغيل آي أو إس 9، حصل التطبيق على واجهة أعيد تصميمها عند إرسال مقطع صوتي، بالإضافة إلى رؤية صور جهات الاتصال في عرض القائمة على آيفون 6 أو الإصدارات الأحدث.
في نظام التشغيل آي أو إس 10، يحتوي التطبيق على متجر تطبيقات خاص به يسمح للمستخدم بتنزيل تطبيقات الطرف الثالث التي تسمح للمستخدمين بإرسال الملصقات ولعب الألعاب داخل التطبيق. كما تلقى تأثيرات بصرية جديدة، على سبيل المثال، فقاعات الدردشة ذات التأثير «الصاخب» أو «اللطيف».
في نظام التشغيل آي أو إس 11، حصل متجر تطبيقات آي مسج على واجهة مستخدم جديدة.
يقدم نظام التشغيل آي أو إس 12 نوعًا جديدًا من أنيموجي القابل للتخصيص يسمى «ميموجي» والذي يسمح للمستخدم بإنشاء شخصية ثلاثية الأبعاد لنفسه. كما كانت هناك أيضًا رموز متحركة للكوالا والنمر والشبح وتي ريكس جديدة.
في نظام التشغيل آي أو إس 13، يمكن إنشاء ملفات تعريف المستخدم واستخدام ميموجي كصورة ملف تعريف آي مسج. يمكن لجميع أجهزة آي أو إس المزودة بمعالج إيه9 أو أحدث إنشاء ميموجي مخصص.
في نظام التشغيل آي أو إس 14، يمكن إنشاء ملفات تعريف المستخدم واستخدام ميموجي كصورة ملف تعريف آي مسج. يمكن لجميع أجهزة آي أو إس المزودة بمعالج إيه9 أو أحدث إنشاء ميموجي مخصص.
في نظام التشغيل آي أو إس 15، يقدم تطبيق الرسائل ميزة جديدة تسمى «مشترك معك»، والتي تنظم الروابط والمحتوى الآخر المشترك عبر الرسائل في قسم مخصص في تطبيقاتها الأصلية لعرضه لاحقًا.
في نظام التشغيل آي أو إس 16، أصبح من الممكن الآن تعديل الرسائل المرسلة خلال 15 دقيقة، ويمكن حذفها خلال دقيقتين.
في آي أو إس 17، توجد ميزة جديدة تسمى «تسجيل الوصول» والتي تسمح للمستخدم باختيار موقع ويقوم تسجيل وصول بإخطار جهة الاتصال بمجرد وصول المستخدم إلى الوجهة بأمان. إذا توقف المستخدم عن التحرك نحو الوجهة ولم يستجب للمطالبات، تتم مشاركة موقع المستخدم والطريق ومستوى البطارية تلقائيًا مع جهة الاتصال. بخلاف ذلك، لا يمكن لجهة الاتصال الوصول إلى موقع المستخدم، ويتم تشفير هذه المعلومات من البداية إلى النهاية.
في نظام التشغيل آي أو إس 18، تم تمكين دعم آر سي إس الآن. تظهر الرسائل المرسلة باستخدام آر سي إس باللون الأخضر، ويظهر ملصق يشير إلى أن الرسالة يتم إرسالها باستخدام آر سي إس في مربع المؤلف.

## نسخة ووتش أو إس
تستطيع ساعات أبل إرسال واستقبال رسائل خدمة الرسالة القصيرة وخدمة رسائل الوسائط المتعددة من خلال هاتف آيفون مقترن، بينما يمكن إرسال واستقبال آي مسج عبر شبكة واي فاي دون الحاجة إلى هاتف آيفون مقترن. ونظرًا لعدم وجود لوحة مفاتيح في ساعة ساعة أبل، يمكن للمستخدمين الرد على الرسائل باستخدام ردود محددة مسبقًا أو نص منقول بواسطة سيري. تستطيع ساعة ساعة أبل أيضًا إرسال إيموجي وتسجيلات صوتية و«خطوط» مرسومة يدويًا.

## إصدار فيجن أو إس
تم إطلاق فيجن برو على أبل فيجن برو في 2 فبراير 2024، ويأتي مع تطبيق رسائل مثبتًا مسبقًا، مما يسمح للمستخدمين على فيجن أو إس بإرسال واستقبال الرسائل والرموز التعبيرية والملصقات والوسائط باستخدام بروتوكول آي مسج، تمامًا كما يمكنهم على آي أو إس أو ماك أو إس. يمكن للمستخدمين إنشاء رسائل بصوتهم أو لوحة مفاتيح افتراضية أو لوحة مفاتيح متصلة بالبلوتوث.

## نسخة ماك أو إس
تم الإعلان عن تطبيق رسائل لنظام التشغيل أو إس إكس كتطبيق تجريبي في 16 فبراير 2012 لأجهزة ماك التي تعمل بنظام التشغيل أو إس إكس ماونتين ليون. تم إصدار الإصدار المستقر من رسائل في 25 يوليو 2012 مع نظام التشغيل أو إس إكس ماونتين ليون، ليحل محل آي تشات. بالإضافة إلى دعم بروتوكول آي مسج الجديد من أبل، احتفظ تطبيق رسائل بدعمه لإيه آي إم وياهو! ماسنجر وجوجل توك جابر.
توحد الرسائل مركز الإشعارات المضاف حديثًا لإخطار الرسائل الواردة. وقد أعطى تقديم زر المشاركة الجديد في تطبيقات مثل سفاري وفايندر وبريڤو للمستخدمين القدرة على مشاركة الروابط إلى صفحات الويب والصور والملفات. كما تدعم الرسائل سحب وإفلات الملفات والصور للمشاركة. كما تدعم مكالمات الفيديو من خلال فيس تايم من أبل وخدمات المراسلة الفورية التابعة لجهات خارجية التي تدعمها. مع إصدار أو إس إكس ماونتين ليون 10.8.2، اكتسبت الرسائل القدرة على إرسال واستقبال آي مسج باستخدام رقم هاتف آيفون.
حصلت الرسائل على إعادة تصميم رئيسية في نظام التشغيل أو إس إكس يوسيميتي، بعد التصميم الجمالي المسطح الذي تم تقديمه في نظام التشغيل آي أو إس 7. وكجزء من ميزة الاستمرارية الجديدة، يمكن للمستخدمين إرسال واستقبال رسائل خدمة الرسالة القصيرة وخدمة رسائل الوسائط المتعددة من خلال أجهزة آيفون المقترنة التي تعمل بنظام التشغيل آي أو إس 8 أو أحدث.
أسقط ماك أو إس بيغ سور قاعدة التعليمات البرمجية الأصلية لصالح نقل إصدار آي أو إس باستخدام كاتالست. جلب بيغ سور تثبيت المحادثة، والقدرة على ذكر الأفراد، والبحث عن الرسائل، والمزيد من الأدوات لإرسال الرسائل مثل ميموجي. حصل المستخدمون على القدرة على التراجع عن الرسائل أو تحريرها في ماك أو إس فينتورا، وهو استمرار من آي أو إس 16

## الاستقبال

### المدح
باعتبارها إحدى الميزات الرئيسية في نظام التشغيل آي أو إس 5، تمت مراجعة الرسائل على نطاق واسع وتلقت مراجعات إيجابية إلى حد ما.
أشاد دانتي سيزا من إنغادجيت في مراجعته بـ«البراعة» في تنفيذ أبل للرسائل. وأثنى على الطريقة التي لم تغير بها الرسائل واجهة المستخدم السابقة للرسائل القصيرة وتحويل الرسائل القصيرة/رسائل الوسائط المتعددة تلقائيًا إلى آي مسج إذا كان المستلم مسجلاً؛ ومن آي مسج إلى خدمة الرسالة القصيرة/خدمة رسائل الوسائط المتعددة إذا توقفوا عن استخدام الخدمة. كما أشاد دان مورين من ماكوورلد بتنفيذ أبل قائلاً «... ليس هناك حاجة لشرح لأصدقائك الأقل خبرة من الناحية التقنية كيف يمكنهم إرسال رسالة مجانية إليك بدلاً من رسالة نصية قصيرة؛ كل شيء يتم تلقائيًا.» وقد تم الإشادة بهذه الميزة على نطاق واسع.
أشاد موقع أناند تيك [الإنجليزية] بالإنجازات التقنية التي حققتها شركة أبل فيما يتعلق بتطبيق رسائل، وخاصةً تطبيق آي مسج. وأشار الموقع إلى أن التخلص من حدود أحرف الرسائل القصيرة (140 أو 160 حرفًا) ساعد في القضاء على الرسائل المرسلة والمستلمة مقسمة إلى رسالتين أو أكثر. وفي اختباراتهم، وجدوا أن شركة أبل أعطت الأولوية بالفعل لاستخدام الشبكات الخلوية لإرسال الرسائل النصية بدلاً من شبكات واي فاي على الرغم من احتمال تكبد تكاليف البيانات. وزعموا أن استخدام البيانات مع تطبيق آي مسج المستند إلى النصوص كان صغيرًا بما يكفي لتجاهله خاصةً عندما يُنظر إلى الشبكات الخلوية على أنها أكثر أمانًا من واي فاي (محمية أم لا). مع رسائل الصور أو الفيديو، أعطت شركة أبل الأولوية لشبكة واي فاي نظرًا لاستهلاك البيانات الأعلى بكثير مقارنة بالرسائل النصية.

### النقد
تتعلق معظم الانتقادات الموجهة إلى الرسائل بآي مسج. قبل إصدار آي أو إس 6 وأو إس إكس ماونتين ليون (10.8.2)، تم انتقاد عدم القدرة على تلقي رسائل آي مسج المرسلة إلى أرقام هواتف آيفون على آي باد وآي بود تاتش وماك. تم تناول هذه الميزة في آي أو إس 6 لأجهزة آيفون وآي باد وآي بود تاتش وأو إس إكس 10.8.2 لأجهزة ماك.كما تعرضت الرسائل لانتقادات شديدة بسبب حالات متعددة من تعطل خدمة آي كلاود من أبل. تعتمد الرسائل على آي كلاود لإرسال واستقبال آي مسج.
رفضت شركة أبل بشكل مشهور اعتماد معيار الرسائل النصية آر سي إس داخل الرسائل. في عام 2022، سأل مستخدم آيفون خلال حدث تيم كوك عما إذا كانت هناك أي خطط لاعتماد آر سي إس داخل تطبيق الرسائل وآيفون. أوضح كوك أن غالبية مستخدمي آيفون لم يعربوا ببساطة عن اهتمامهم بقدوم آر سي إس إلى آيفون والرسائل. ثم تابع الشخص هذا السؤال، موضحًا أن والدته تستخدم هاتف أندرويد بينما يستخدمون آيفون، والذي رد عليه كوك مازحًا «اشترِ لوالدتك آيفون» وسط جدل كبير. تمت الإشارة إلى هذا الحوار والاقتباس لاحقًا في دعوى قضائية ضد شركة أبل رفعتها وزارة العدل الأمريكية. أطلقت جوجل حملة إعلانية تُعرف باسم «احصل على الرسالة»، للضغط على أبل لتطبيق آر سي إس داخل آي أو إس. شجعت مستخدمي الشبكات الاجتماعية على مشاركة هاشتاق «#GetTheMessage» مع رابط إلى الصفحة الرئيسية لاحصل على الرسالة مع معلومات حول آر سي إس. انضمت العديد من شركات تصنيع أندرويد إلى الحملة وأنشأت إعلاناتها الخاصة، مثل سامسونج. وصل آر سي إس لاحقًا إلى الرسائل في نظام التشغيل آي أو إس 18.

## إمكانية الوصول
باستخدام قارئ الشاشة التعليق الصوتي من أبل (على كل من آي أو إس وماك أو إس)، يمكن للمستخدمين ضعاف البصر النقر على رسالة وقراءتها لهم. يمكنهم أيضًا التنقل في واجهة مستخدم الرسائل باستخدام التعليق الصوتي. يتيح استخدام سيري مع الرسائل إملاء الرسائل وإرسالها باستخدام بضعة أوامر فقط. كما يمكن لسيري قراءة الرسائل الواردة الجديدة. يمكن تعديل حجم الخط الافتراضي في رسائل آي أو إس ضمن علامة التبويب إمكانية الوصول في تطبيق الإعدادات.